# Gruppi e ammassi di galassie
I gruppi e ammassi di galassie sono gli oggetti più massicci, tra quelli identificati attualmente nell'universo, superati solo dai cosiddetti superammassi. Sono definiti come agglomerati di galassie, di numero e dimensione variabile, tenuti insieme da un fenomeno che loro stessi producono e cioè l'attrazione di gravità.
Quindi, la materia nell'universo visibile, si è nel tempo aggregata in strutture a grande scala sotto l'influenza della gravità. La ricerca scientifica effettuata sulla struttura, sulla organizzazione e sulla evoluzione degli ammassi, è fondamentale per comprendere meglio l'origine, la composizione, l'organizzazione e il futuro dell'universo stesso.

## Storia
Il primo ammasso di galassie fu scoperto casualmente dal noto cercatore di comete Charles Messier, il 15 aprile 1779, quando notò tre enormi chiazze vaporose, che pur somigliando alle comete, evidenziavano una caratteristica divergente da queste ultime, come la mancanza di mobilità. 
Sempre nell'Ottocento l'astronomo tedesco William Herschel, grazie all'ausilio di telescopi più potenti, identificò l'ammasso della Vergine. 
Ma solo nel Novecento gli studiosi, a partire da Fritz Zwicky approfondirono le conoscenze degli ammassi, iniziando a calcolare la velocità delle galassie al loro interno, ed a interpretare le orbite di queste ultime, che sono paragonabili a quelle dei pianeti all'interno del sistema solare, quindi girano attorno ad un centro di massa della loro organizzazione.
L'astronomo statunitense George Ogden Abell, intorno al 1950 stilò la prima catalogazione moderna degli ammassi, grazie alle osservazioni svolte presso il Palomar Observatory in California.
Nel 1970 Herbert Gursky e il suo gruppo di ricerca, rilevarono la presenza, negli spazi intergalattici, di smisurate quantità di gas non osservabili nel visibile ma capaci, per l'altissimo calore, di emettere raggi X. Questi gas, in pratica, costituirono il primo tassello mancante della cosiddetta materia oscura.

## Gruppi di galassie
I gruppi di galassie sono i più piccoli aggregati di galassie. Hanno tipicamente le seguenti proprietà:
- contengono meno di 50 galassie
- hanno un diametro di circa 3 milioni di anni luce
- la loro massa è approssimativamente 1013 masse solari
- la differenza di velocità tra le galassie è di circa 150 km/s

È tuttavia da notare che i sistemi di galassie più grandi e massicci, a volte vengono classificati come gruppi di galassie.
I gruppi costituiscono la struttura più comune di galassie dell'Universo e comprendono almeno la metà delle galassie dell'universo locale. La massa dei gruppi di galassie è intermedia tra quella delle grandi galassie ellittiche e gli ammassi di galassie.

## Ammassi di galassie
Gli ammassi sono più grandi dei gruppi, anche se non c'è una linea netta di demarcazione tra i due. Quando sono osservati visualmente, gli ammassi sembrano essere insiemi di galassie tenuti assieme dalla mutua attrazione gravitazionale. Le loro velocità sono però troppo alte perché possano rimanere assieme, il che implica la presenza di una componente invisibile di massa. Le osservazioni nei raggi X hanno rivelato la presenza di grandi quantità di gas intergalattico. Questo gas è molto caldo, decine di milioni di gradi, e quindi emette raggi X. La massa totale del gas è più grande di quella delle galassie, in genere di un fattore due. Anche questa massa non è sufficiente per tenere assieme l'ammasso. Poiché questo gas è approssimativamente in equilibrio con il campo gravitazionale dell'ammasso, la sua distribuzione nell'ammasso rivela la forma del campo gravitazionale stesso, e quindi è possibile calcolare la distribuzione della massa nell'ammasso. Ne risulta che la massa totale è molto più alta di quella del gas o delle galassie. La componente mancante è detta materia oscura, e la sua esatta natura è ancora sconosciuta. In un ammasso tipico, solo il 5% della massa totale è sotto forma di galassie, forse il 10% come gas intergalattico caldissimo che emette raggi X, e il resto come materia oscura.
Alcuni autori hanno proposto una modifica alla teoria della gravità per spiegare l'emissione di raggi X da parte degli ammassi, senza ricorrere all'ipotesi della materia oscura. Le osservazioni condotte sull'ammasso pallottola sembrano portare una forte evidenza per l'esistenza della materia oscura; tuttavia Brownstein e Moffat hanno mostrato che la loro teoria della gravità modificata può rendere conto anche delle proprietà di questo ammasso.
Gli ammassi hanno in genere le seguenti proprietà:
- contengono da 50 a 1000 galassie, gas caldo che emette raggi X, e grandi quantità di materia oscura
- la distribuzione di queste tre componenti all'interno dell'ammasso è più o meno la stessa
- hanno una massa totale da 1014 a 1015 masse solari
- hanno tipicamente un diametro di 25 milioni di anni luce
- le velocità delle galassie possono variare fino a 1000 km/s
- la distanza media tra ammassi è di circa 10 Mpc.
- la temperatura di un ammasso tipico è di 75 milioni di gradi (arriva fino a 200 milioni di gradi)

Gli ammassi di galassie non devono essere confusi con gli ammassi stellari come gli ammassi aperti, che sono strutture all'interno delle galassie, e gli ammassi globulari, che orbitano attorno alle galassie.
Negli ultimi anni, gli astronomi hanno preferito sostituire un modello di spiegazione che preveda ammassi dinamici, che "mangiano" e "assorbono" la materia circostante, al posto di quello tradizionale basato su una visione statica degli ammassi. Le ipotesi più accreditate prevedono che quando gruppi di galassie si uniscono ad un ammasso, quest'ultimo accumula anche gas caldo, materia oscura e massa. È proprio la massa aggiuntiva che innesca il fenomeno di riscaldamento dei gas e delle accelerazioni delle galassie, grazie all'intensificazione delle forze gravitazionali.
La maggior parte degli studiosi ritiene che tutte le strutture cosmiche si siano formate in questo modo e in futuro spetterà agli ammassi e ai superammassi fondersi in organizzazioni ancora più grandi, sempre che non vengano impediti dall'espansione dell'universo che potrebbe, a lungo andare, allontanare troppo gli ammassi tra loro, inducendo così scenari cosmologici nuovi.

## Superammassi: agglomerati di gruppi e/o ammassi
Gruppi, ammassi e qualche galassia isolata formano strutture ancora più grandi, i superammassi.
Alle scale più grandi dell'Universo visibile, la materia è raccolta in filamenti e muri che circondano grandi vuoti, in una struttura che ricorda una schiuma.

## Lista di alcuni gruppi e ammassi di galassie
- Arp 297
- Sestetto di Seyfert
- Quintetto di Stephan
- Quartetto di Robert
- Tripletto del Leone (o Gruppo di M66)
- Gruppo di M81 (o Gruppo di NGC 3031)
- Gruppo di M101 (o Gruppo di NGC 5457)
- Gruppo di Centaurus A/M83 (o Gruppo di NGC 5128)
- Gruppo di M94 (o Gruppo Canes I)
- Gruppo di NGC 1023
- Gruppo di NGC 4410
- Gruppo di M96 (o Gruppo di Leo I)
- Gruppo Canes II
- Ammasso della Vergine
- Ammasso della Fornace
- Ammasso della Chioma
- Ammasso della Macchina Pneumatica
- Ammasso dell'Orsa Maggiore
- Ammasso del Leone
- Ammasso del Regolo
- Ammasso di Perseo
- 2XMM J083026+524133
- XMMXCS 2215-1738
- MACS J0647+7015
- ISCS J143809+341419
- ISCS J1429.3+3437
- ISCS J1434.5+3427
- VV 166
- SPT-CL J2349-5638